# Саткинський чавуноплавильний завод
Саткинський чавуноплавильний завод, до 2002 року — Саткинський металургійний завод — підприємство чорної металургії у місті Сатка Челябінської області РФ. Заснований 1756 року. У 2002 році перейшов на виробництво доменного високовуглецевого феромарганцю. Станом на 2013 року завод був найбільшим у РФ виробником цього феросплаву. Продукція заводу використовується у самій РФ і йде на експорт у Західну Європу і на Схід.

## Історія

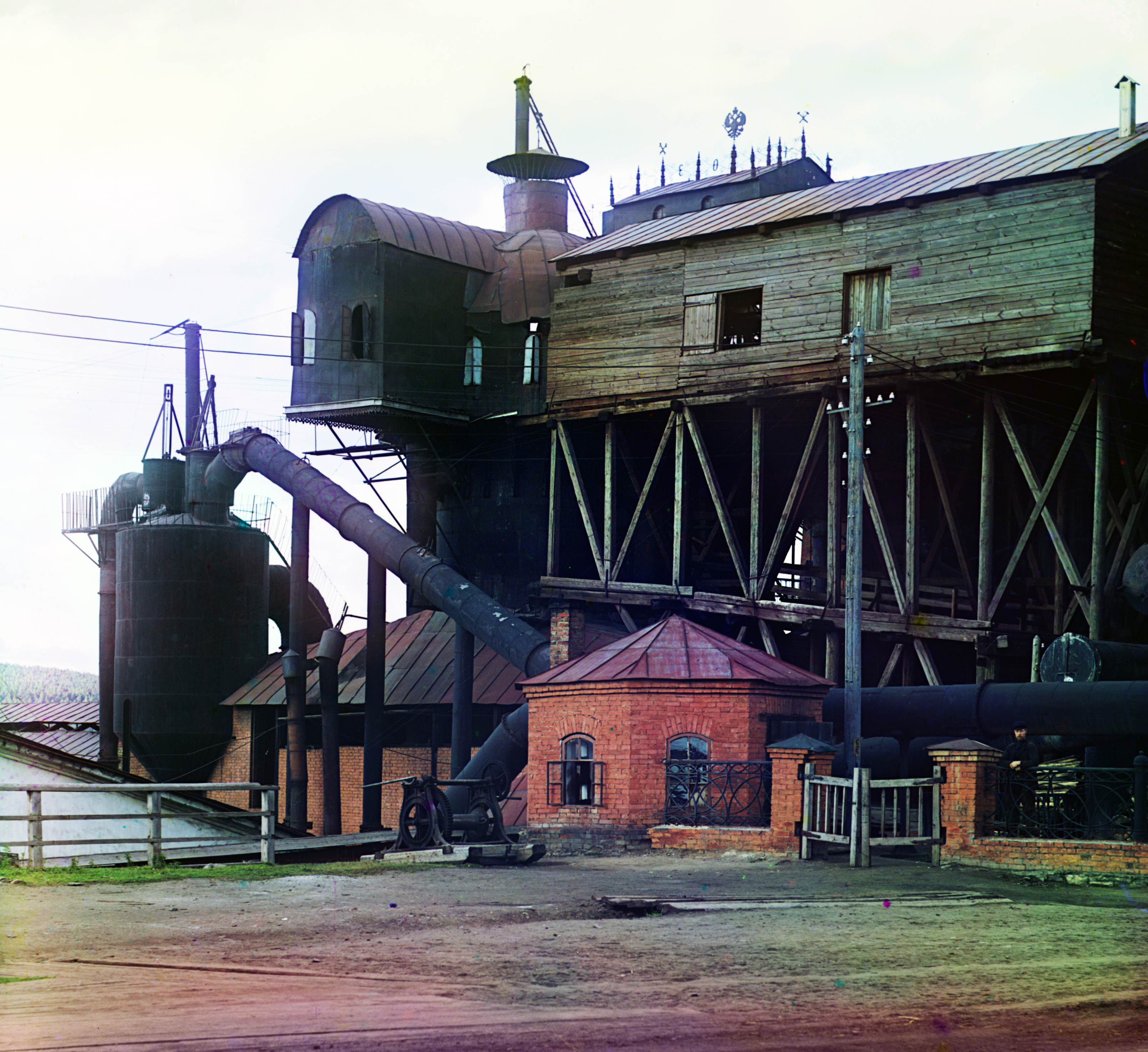
Доменний цех Саткинського чавуноплавильного і залізоробного заводу у 1910 році. Фото С. Прокудіна-Горського.

Заснований промисловцями Строгановими. 19 листопада 1756 року у доменному цеху було одержано перший чавун. Цей день вважається днем заснування заводу. На початку 19 століття завод перейшов у державну власність. 1860 року на заводі впроваджено пудлінгування.
На зламі 19 і 20 століть завод виробляв понад 1 млн пудів продукції на суму 400 тис. рублів, при 3 тис. робітників.
У середині 1910-х років на заводі працювало 5 тис. робітників. На заводі працювало кілька доменних печей, сталеплавильний цех, прокатний цех, ливарня і майстерня. Продуктивність заводу становила 50000 т чавуну на рік. За паливо використовувалося деревне вугілля, випалене з деревини навколишніх лісів.
У 1990-х роках завод частково припинив свою роботу. З 2002 року завод почав виробництво феросплавів. На початку 2010-х років на заводі був прийнятий до реалізації інвестиційний проект, що був розрахований до 2020 року.

## Виробництво
У складі заводу працюють 2 невеликих доменних печі об'ємами 250 м³ і 350 м³. Завод використовує руду з Африки і Казахстану.

## Виноски
1. 1 2 3 4   Сатка. Путеводитель. — СПб.: ООО «Маматов», 2013. — 96 с. — С. 43 — 45. ISBN 978-5-91076-084-8 (рос.)
2. ↑   Сатка // Энциклопедический словарь Брокгауза и Ефрона : в 86 т. (82 т. и 4 доп. т.). — СПб., 1890—1907. (рос. дореф.)
3. ↑   Siberia and Eastern Russia. Volume 4. U.S. Government Printing Office, 1918. P. 44 (англ.)